# Jiang Wenwen (ciclista)
En aquest nom xinès, el cognom és Jiang.
Jiang Wenwen (en xinès: 姜吻吻, en pinyin: Wenwen Jiang, 23 de novembre de 1986) és una ciclista xinesa, especialista en el ciclisme en pista. Ha participat en els Jocs Olímpics de Londres de 2012.

## Palmarès en pista
- 2010
  - Campiona d'Àsia en Persecució per equips (amb Jiang Fan i Liang Jing)
- 2011
  - Campiona d'Àsia en Persecució per equips (amb Jiang Fan i Liang Jing)
- 2012
  - Campiona d'Àsia en Persecució per equips (amb Jiang Fan i Liang Jing)
- 2014
  - Medalla d'or als Jocs Asiàtics en Persecució per equips (amb Jing Yali, Huang Dongyan i Huang Dongyan)
  - Campiona d'Àsia en Persecució per equips (amb Jing Yali, Huang Dongyan i Huang Dongyan)
- 2015
  - Campiona d'Àsia en Persecució per equips (amb Jing Yali, Huang Dongyan i Huang Dongyan)